# Стивенсон, Фанни
Фрэнсис «Фанни» Матильда Ван де Грифт Осборн Стивенсон (англ. Frances "Fanny" Matilda Van de Grift Osbourne Stevenson; 10 марта 1840[…], Индианаполис — 18 февраля 1914, Санта-Барбара, Калифорния) — американская писательница, соратница, муза, а позже жена шотландского писателя Роберта Льюиса Стивенсона.

## Биография
Фрэнсис Матильда ван Де Грифт (встречается американизированная запись Вандегрифт) происходила из семьи голландских иммигрантов. Она родилась 10 марта 1840 года в Индианаполисе, в семье строителя Джейкоба Ван Де Грифта и Эстер Томас Кин. В 1857 году вышла замуж за лейтенанта Сэмюэля Осборна.
Из-за разногласий и неверности мужа в 1875 году Фрэнсис оставила его. Перебралась с тремя детьми в Европу. Сначала к дальним родственникам в Антверпен, а после в Париж. В Париже вместе со старшей дочерью Изабэль поступила в Академию Жюлиана. В 1876 году, из-за стесненного положения, переехала в Гре-сюр-Луэн. Там Фрэнсис и встретилась со Стивенсоном, когда писатель путешествовал с другом на байдарках по рекам Бельгии и Франции.
19 мая 1880 года обвенчалась с Робертом Льюисом Стивенсоном. Их «медовый месяц» описан в книге «Самосёлы Сильверадо».
26 июня 1888 семья отплыла на яхте «Каско» на Гавайи. В 1890 поселились на острове Уполу, Самоа.
После смерти Стивенсона вернулась в Калифорнию и жила со своим секретарём, журналистом Эдвардом Филдом.
Умерла 10 февраля 1914 года в Санта-Барбаре. В 1915 году её прах перезахоронили на Уполу рядом со Стивенсоном на вершине Ваэа. На могиле указано её самоанское имя «Аолеле» (Летящее облако).

## Характер
Родные и близкие с детства описывали Фанни как «сорванца». Её натуре были близки путешествия и решительные поступки. Она совершила тяжелый переезд через США в Калифорнию с первым мужем. Жила на прииске, где тот планировал сделать состояние. Научилась стрелять из пистолетов с обеих рук и, в принципе, умела обращаться с оружием. Была заядлой курильщицей и сама крутила себе сигареты. Ушла от неверного мужа, с тремя детьми на руках. Совершила трансатлантический переезд в Европу. Поступила вместе со старшей дочерью в Академию Жюлиана. Занималась живописью. Вернулась в Калифорнию, чтобы развестись с первым мужем. Вместе со Стивенсоном совершила путешествия по Тихому океану, а после смерти мужа вернулась в Калифорнию и жила с любовником на 38 лет её младше.

## Жизнь с Осборном

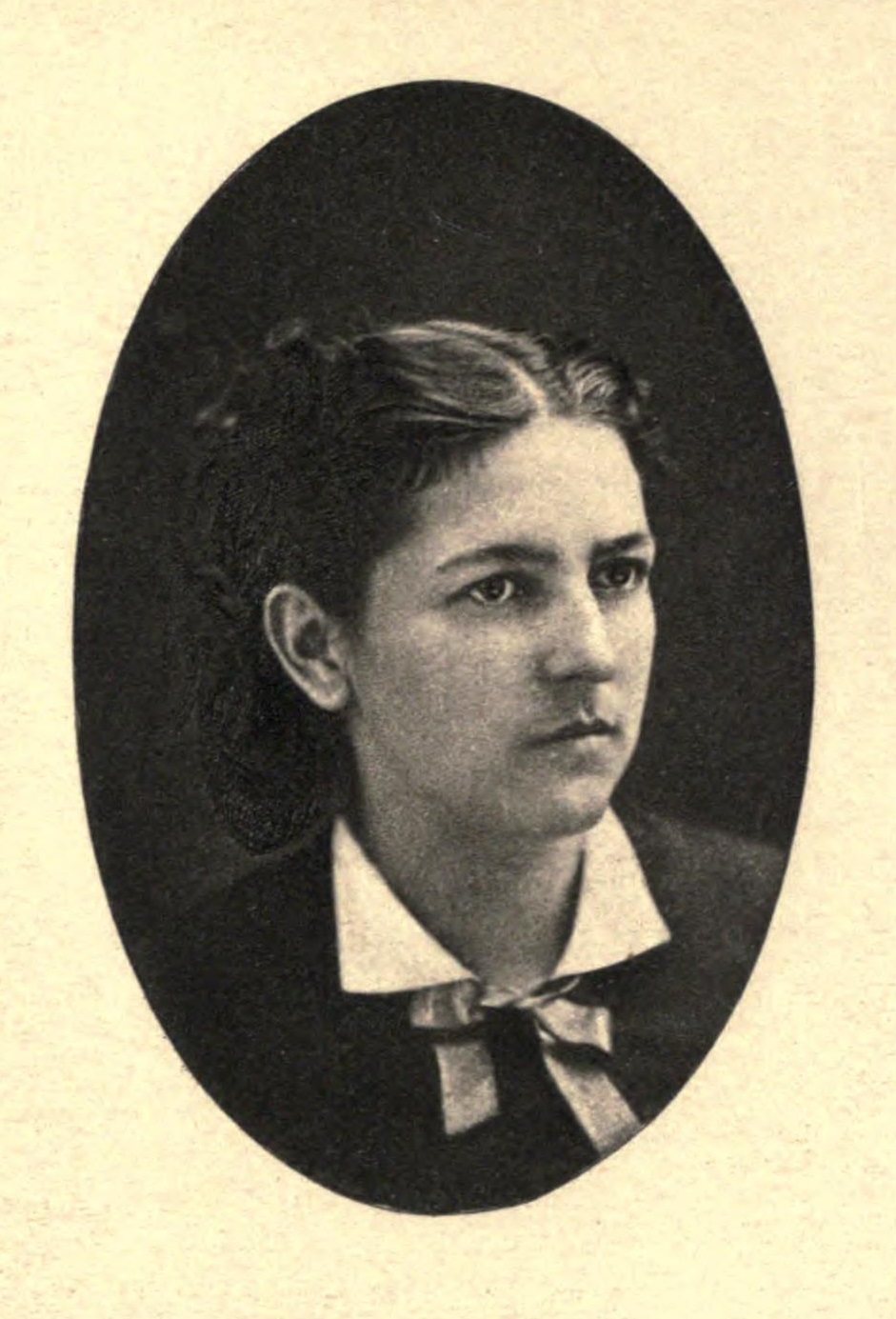
Фрэнсис Осборн, в возрасте 30 лет

В 1857 году, в возрасте 17 лет, Фрэнсис первый раз вышла замуж, за лейтенанта Сэмюэля Осборна. В 1858 году у пары родился первый ребёнок, дочь Изабель (домашнее прозвище «Бэлль»). А в 1861 году Сэмюэль был призван в Армию Союза («северяне») и принял участие в Гражданской войне. После войны Сэмюэль отправился на серебряные прииски Невады, надеясь сделать состояние. Он выслал письмо жене, и Фрэнсис с пятилетней Изабель совершила долгое и тяжелое путешествие на Юго-восток: на корабле из Нью-Йорка в Панаму, пересекла перешеек, прибыла в Сан-Франциско, откуда на фургонах и дилижансах добрались до шахтёрских поселков на реке Риз и до города Остин. Следующие несколько лет семья прожила в шахтерских лагерях в Окленде.
В 1868 году у супругов родился сын Ллойд, а в 1871 — Херви. Впервые Фрэнсис ушла от мужа 1869 году и вернулась к семье в Индианаполис. Причиной стали постоянные измены Сэмюэля. Однако супруги примирились. Фрэнсис вернулась в Окленд и увлеклась живописью. В начале 1870-х Сэмюэль устроился на работу в Сан-Франциско и приобрел собственный дом в Окленде. Однако измены мужа возобновились.
В 1875 году Фрэнсис с детьми переехала в Европу, в Антверпен. А затем в Париж, где с Изабель поступила в Академию Жюлиана. 5 апреля 1876 года в Париже от золотухи скончался младший сын Херви. Мальчика похоронили на кладбище Пер-Лашез. Летом 1876 года Фрэнсис познакомилась с Робертом Стивенсоном. У них завязалась дружба, которая переросла в любовь.
В 1878 году Фрэнсис вернулась в США, из-за сообщений о болезни мужа. Однако по прибытии, утвердилась, что их брак не может продолжаться. В том же году выслала в Эдинбург телеграмму, что планирует развестись.
19 мая 1880 года она обвенчалась с Робертом Льюисом Стивенсоном в Сан-Франциско.

## Жизнь со Стивенсоном
С Робертом Льюисом Стивенсоном она познакомилась летом 1876 года, когда жила в Гре-сюр-Луэн. Роберт совершал путешествие на байдарках по рекам Бельгии и Франции. Она была восхищена его талантом и поддержала его творческие начинания. Он прочитал ей свои детективно-приключенческие рассказы о Принце Флоризеле. Впоследствии они вместе напишут сборник «Динамитчик: Самые новые арабские ночи» о данном персонаже.
В 1878 году, после возвращения в США, Фрэнсис известила Роберта, что готова развестись. Роберт не смог сразу покинуть Шотландию, в связи с бедственным положением. К этому времени у него накопилось множество разногласий с семьёй, в частности из-за связи Роберта с замужней женщиной, которая принадлежала к другой конфессии. Отец отказал дать ему денег на путешествие. Из-за финансовых трудностей Роберт смог прибыть в Сан-Франциско только в 1879 году. Он был физически и морально истощён. Известно, что в Сан-Франциско он лишился всех зубов, которые были заменены на деревянный протез.

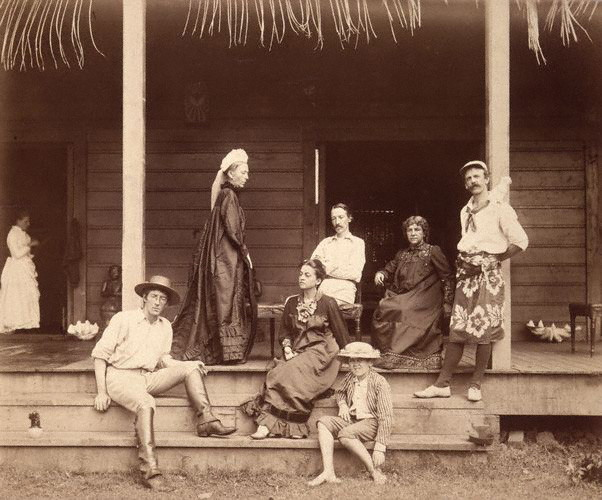
Семья Стивенсов на Уполу, Самоа (1892) Слева направо: Мэри Картер, горничная матери Стивенсона; Ллойд Осборн, пасынок; Маргарэт Бэльфур, мать Стивенсона; Изабэль Стронг, падчерица; Роберт Льюис Стивенсон; Остин Стронг, сын Стронгов; Фанни Стивенсон; Джозеф Дуайт Стронг, муж Изабэль.

19 мая 1880 года обвенчалась с Робертом Льюисом Стивенсоном. Их «медовый месяц» описан в книге «Самосёлы Сильверадо». С 1881 года начинается расцвет творческой жизни Стивенсона. Журнал Young Folks публикует «Остров сокровищ» по главам. Однако славу и успех писателю принесла следующая публикация, в том же журнале — исторический роман «Чёрная стрела». Роман «Остров сокровищ» был оценён читателями, после публикации в книжном варианте. На то, что сериальная публикация плохо подходит произведению, указывал ещё издатель журнала. С 1882 - 1883 года популярность Стивенсона росла, а гонорары сделали из него состоятельного человека. Семья попрощалась с нищетой.
Параллельно Фрэнсис налаживала отношения со Стивенсонами. Благодаря её стараниям и письмам, отец Роберта успокоился и переменил гнев на милость. В письмах он просил заботиться о слабом здоровье сына. Было решено найти подходящий для лёгких Роберта климат.
В июне 1888 семья наняла яхту. 26 июня 1888 они отплыла на яхте «Каско» на Гавайи, где пробыли до июня 1889 года. Отсюда они делали океанические круизы. Например, в июле 1888 посетили остров Нука-Хива. В сентябре архипелаг Туамоту. Записи из этого путешествия были впоследствии опубликованы в 1896 году в книге «В южных морях».

В 1890 семья поселилась на острове Уполу, Самоа. Стивенсон скончался здесь 3 декабря 1894 года от инсульта. 
Его жизнь была одним длинным романом. Состариться он не мог. Он выполнил свое желание, и за это я стараюсь быть благодарной, хотя вся остальная моя жизнь будет пустой и одинокой. У меня есть дети, но нет Луи. Никто, кроме меня, не знает, что это значит.
Из письма сестре Нелли Санчес (Ван де Грифт)

## Поздние годы
После смерти мужа в 1894 году Фрэнсис страдала депрессией. Продала их дом на Уполу и вернулась в Калифорнию. Она построила дома в Сан-Франциско, Гилрой (Калифорния) и Санта-Барбаре. Остаток жизни посвятила работе с творческим наследием Стивенсона. Редактировала его черновики и издавала неизданное. Её секретарь Нед Филд, на 38 лет младше, стал её любовником. 
Фрэнсис — единственная женщина в мире, за которую стоит умереть!
Эдвард «Нэд» Филд
Фрэнсис умерла 18 февраля 1914 года в своём доме, который назывался «Стоунхендж» в Санта-Барбаре. Её дочь Изабель перевезла кремированные останки на Самоа и захоронила рядом со Стивенсоном. Островитяне устроили праздник в честь воссоединения влюблённой пары, известной им как Туситала («Рассказчик», местное прозвище Стивенсона) и Аолеле («Летящее облако», прозвище Фрэнсис).

## Семья
В браке с Сэмюэлем Осборном Фрэнсис родила трёх детей:
- Изобэль Осборн[англ.] («Белль») (1858 — 1953) — художница, первый муж художник Стронг, Джозеф Дуайт[англ.], второй муж — писатель, журналист Эдвард «Нэд» Сэлисбери Филд, любовник матери.
- Сэмюэль Ллойд Осборн[англ.] (7 апреля, 1868 — 22 мая, 1947) — назван в честь отца и деда, американский писатель
- Херви Стюарт Осборн (1869 — 5 апреля, 1876) — скончался от золотухи.

В браке со Стивенсоном детей не было.

## Память
- Её сестра Нелли Санчес (в девичестве Ван де Грифт) написала биографию «Жизнь миссис Роберт Льюис Стивенсон»[20].
- В 1958 году актриса Алин Таун[англ.] сыграла Фанни в эпизоде сериала «Дни в Долине Смерти». Серия «Великий амулет» пересказывает историю знакомства Стивенсона и Фанни, и их переезд в Калифорнию[21].